# Sindrome da iper-IgE
Per sindrome da iper-IgE o sindrome di Giobbe, definita anche come "Sindrome da iper-IgE non legata al sesso", si intende una forma specifica di agammaglobulinemia congenita che si differisce dalla più tipica agammaglobulinemia legata al sesso in quanto non è legata al cromosoma X.

## Epidemiologia
Colpisce in età infantile, nei bambini di circa 5 mesi, più rara della forma "X-linked" racchiude un terzo dei casi totali.

## Sintomatologia
Le prime manifestazioni compaiono dopo i primi  mesi di vita. Caratteristica è l'aumentata vulnerabilità ad infezioni (sostenute prevalentemente da stafilococchi e candida) che peggiora la prognosi. Tipiche sono le lesioni cutanee tipo eczema atopico che giustificano l'appellativo di Sindrome di Giobbe ("Satana si allontanò dal Signore e colpì Giobbe con una piaga maligna, dalla pianta dei piedi alla cima del capo."). In misura variabile, si possono associare facies tipica (in particolare, prominente piramide nasale), lassità articolare, osteoporosi, ritardata caduta della dentizione primaria. Inoltre, il quadro clinico può complicarsi con il sopravvento di ischemia coronarica a causa dello sviluppo di aneurismi aortici e/o coronarici.

## Eziologia e Fisiopatologia
La causa è genetica, legata alla mutazione del gene che codifica per il fattore di trascrizione STAT3. Alla base del difetto immunitario che caratterizza la sindrome di Giobbe sembrerebbe essere presente una disfunzione nella sintesi di alcune citochine. In particolare, il deficit di STAT3 determina una ridotta sintesi di IL-6 che, a sua volta, comporta una riduzione della sintesi epatica di proteine della fase acuta e della differenziazione dei linfociti CD4 naive in CD4-Th17. Il numero dei Th17, infatti, è pressoché azzerato nei pazienti portatori di questa sindrome e questo giustifica la spiccata tendenza alle infezioni cutanee e polmonari. Per quanto riguarda l'aumento delle IgE tipico nei pazienti affetti da sindrome di Giobbe, sembrerebbe che abbia un ruolo importante la riduzione STAT3-dipendente della produzione di IL-21. Tale deficit, infatti, comporta una mancata regolazione negativa (normalmente mediata dalla IL-21) della sintesi di IL-4, forte stimolatore del rilascio di IgE. Il ruolo di questa alterazione laboratorista, di valenza diagnostica, non ha tuttavia una ripercussione chiara nel meccanismo biologico che caratterizza la malattia.

## Laboratorio
Tipicamente si osserva un aumento delle IgE sieriche totali (>2000 UI/ml) e dei granulociti eosinofili (>1500/ml, con picchi >20 000/ml in corso di infezione).

## Prognosi
La prognosi è notevolmente variabile. Nelle forme più lievi è possibile avere un'aspettativa di vita normale.